# Akira Tonomura

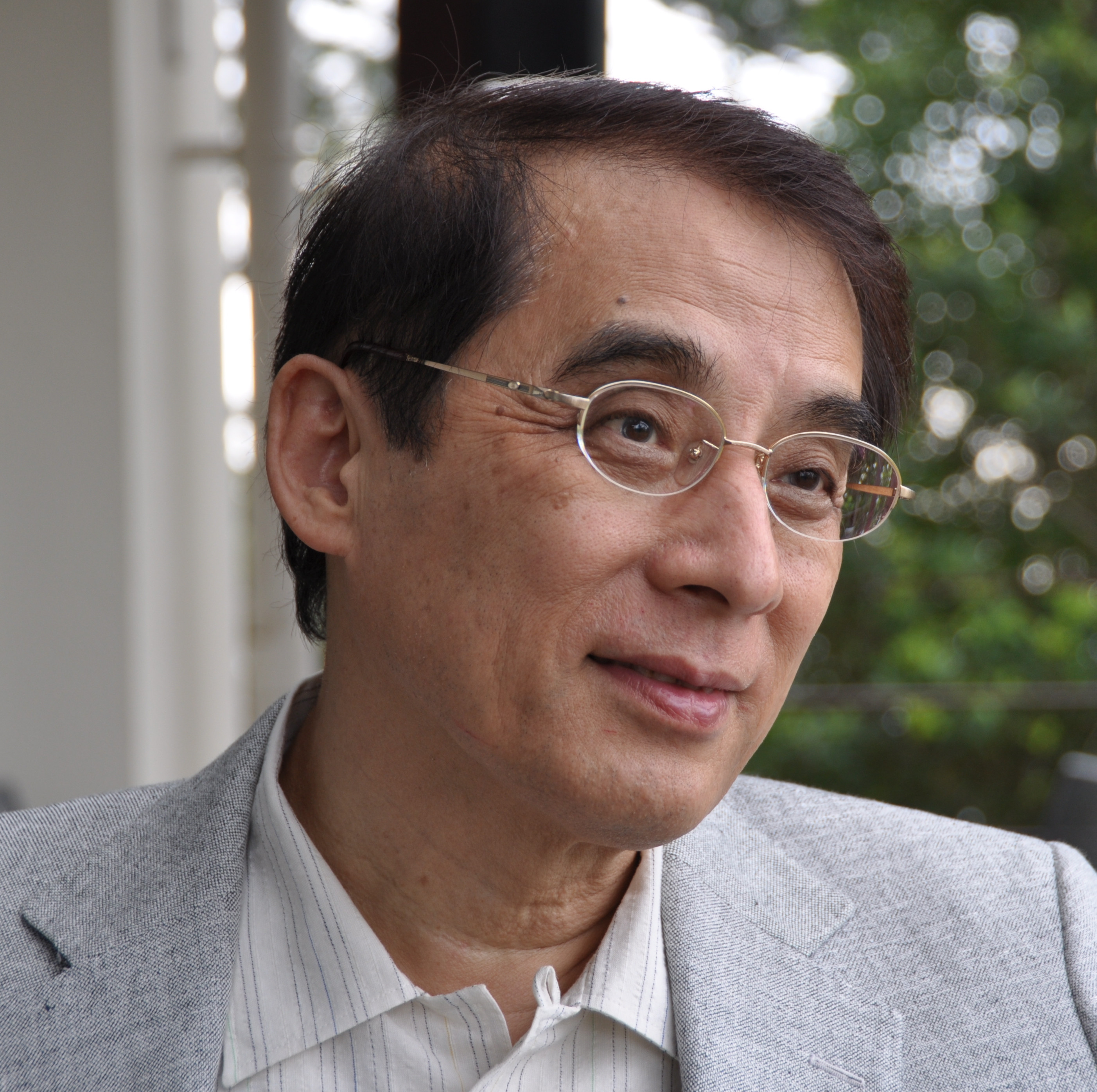
Akira Tonomura

Akira Tonomura (jap. 外村 彰, Tonomura Akira; * 25. April 1942 in Nishinomiya, Präfektur Hyōgo, Japan; † 2. Mai 2012) war ein japanischer Physiker und Pionier der Elektronenholographie und bei der Beobachtung des Aharonov-Bohm-Effekts (1986).

## Leben
Tonomura studierte Physik an der Universität Tokio und war ab 1965 Wissenschaftler in den Hitachi-Laboratorien. 1999 erhielt er dort den Status eines Hitachi Fellow.
Er hatte eine führende Rolle bei der Entwicklung von Techniken für das Transmissions-Elektronenmikroskop, wo er Methoden entwickelte kohärentere Elektronenstrahlen zu erzeugen und bei Durchstrahlung von Materie mit Elektronen nicht nur die Informationen aus der Intensität (wie bei gewöhnlichen Transmissions-Elektronenmikroskopen), sondern auch aus der Phase zu verwerten (Elektronen-Holographie). Er beobachtete mit diesen Methoden als Erster den Aharonov-Bohm-Effekt und auch die Bewegung magnetischer Wirbellinien in Supraleitern.
1999 wurde er mit der Benjamin-Franklin-Medaille geehrt und wurde Fellow der American Physical Society. Er war Mitglied der Japanischen Akademie der Wissenschaften und auswärtiges Mitglied der National Academy of Sciences (2000). 1982 erhielt er den Nishina-Preis.

## Schriften
- Tonomura Electron Holography, 1989, 2. Auflage, Springer 1999
- Tonomura The Quantum World Unveiled by Electron Waves, World Scientific 1998
- Tonomura, N. Osakabe, T. Matsuda, T. Kawasaki, J. Endo, S. Yano, H. Yamada Evidence for Aharonov-Bohm-Effect with magnetic field completely shielded from electron wave, Phys. Rev. Lett., Band 56, 1986, S. 792–795